# Тереховка (Смоленская область)
Тереховка — деревня в Хиславичском районе Смоленской области России. Входит в состав Череповского сельского поселения. Население — 5 жителей (2007 год).

## История
В годы Великой Отечественной войны деревня была оккупирована гитлеровскими войсками в июле 1941 года, освобождена в сентябре 1943 года.

## География
Расположена в юго-западной части области в 9 км к северо-востоку от Хиславичей, на левом берегу реки Сож.
По данным справочников 1981, 1993 годов входила в Череповский сельсовет Хиславичского района.
Между деревнями Тростянка и Тереховка находилась ныне исчезнувшее селение Хотимля.

## Население
| 2007 |
| ---- |
| 5    |

## Транспорт
Тереховка находится в 23 км западнее автодороги А141 Орёл — Витебск, в 25 км восточнее деревни расположена железнодорожная станция Васьково на линии Смоленск — Рославль.